# Давлатов, Шохрух Садуллаевич
Шохрух Давлатов (7 марта 1996 года) — узбекистанский легкоатлет, бегун на средние и длинные дистанции, двукратный чемпион Узбекистана на открытых стадионах (5000 м и 10000 м), победитель национального чемпионата в помещении, рекордсмен Узбекистана на дистанциях 1500 м и 3000 м (в помещении), многократный победитель массовых забегов

## Биография
Представитель Сурхандарьинской легкоатлетической школы.
В ноябре 2019 победил на Самаркандском полумарафоне, через год там же занял 2-е место.
В марте 2021 победил на Ташкентском международном марафоне на дистанции 21,1 км.
В апреле 2021 победил на Душанбинском международном марафоне на дистанции 21,1 км.
В мае 2022 победил на Иссык-кульском ШОС марафоне на основной дистанции. Затем выиграл чемпионат страны на дистанции 5000 м.
В сентябре 2022 победил на Открытом чемпионате Центральной Азии по лёгкой атлетике на дистанции 1500 м и стал вторым на Алматинском марафоне на марафонской дистанции.
В октябре 2022 стал серебряным призёром Туркестанского марафона (Ташкент) на дистанции 21,1 км.
В марте 2023 стал победителем Пятого Ташкентского международного марафона на дистанции 21,1 км. Установил рекорд Узбекистана в полумарафоне (1:03:41), ожидает ратификации.
В апреле 2023 победил на Душанбинском международном марафоне на дистанции 21,1 км. Установил рекорд Узбекистана в полумарафоне (1:01:24), ожидает ратификации. Забег проходил в священный месяц Рамадан, поэтому Шохрух пробежал всю дистанцию, не сделал ни единого глотка воды.
В мае 2023 победил на марафоне Run the Silk Road 2023.
В декабре 2023 на марафоне в Валенсии установил национальный рекорд Узбекистана на марафонской дистанции, превзойдя державшееся более 38 лет достижение Владимира Белобородова и показав при этом лучшее время среди всех марафонцев из СНГ за всю историю — 2:07:02.